# Guzmania vittata
Guzmania vittata är en gräsväxtart som först beskrevs av Carl Friedrich Philipp von Martius, Schult. och Julius Hermann Schultes, och fick sitt nu gällande namn av Carl Christian Mez. Guzmania vittata ingår i släktet Guzmania och familjen Bromeliaceae. Inga underarter finns listade i Catalogue of Life.